# قائمة الاختراعات والاكتشافات البرازيلية
الاختراعات والاكتشافات البرازيلية هي عناصر أو عمليات أو تقنيات أو اكتشافات تدين بوجودها جزئيًا أو كليًا لشخص ولد في البرازيل أو لمواطن برازيلي.

## الفيزياء
- بيون من قبل سيزار لاتيس, أحد المكتشفين

## الدواء

### الأمراض
- براديكينين من إستكشاف ماوريسيو روشا إي سيلفا, ويلسون تيكسيرا بيرالدو وجاستاو روزنفيلد
- داء شاغاس, الممرض, الناقل, المضيف, المظاهر السريرية واكتشاف الوبائيات, بواسطة كارلوس شاغاس
- التيفوس الوبائي, اكتشاف العوامل الممرضة ، بواسطة هنريكي دا روتشا ليما
- داء البلهارسيات, اكتشاف دورة المرض, بواسطة بيراجا دا سيلفا

### إجراءات أو تقنيات أو أدوية
- تصوير الصدر بالفلور أستكشف بواسطة مانويل دي آبرو
- جراحة تبديل الشرايين بواسطة أديب جاتين
- مصل مضاد للعيون من فيتال برازيل, يُنسب إليه أيضًا باعتباره أول من طور مصلًا مضاداً للعقرب ومضاداً للعنكبوت, في عامي 1908 و 1925 على التوالي

## الهندسة والالكترونيات
- الطائرة (أول رحلة بدون مساعدة) لألبرتو سانتوس
- استريو شخصي (والد جهاز والكمان) بواسطة أندرياس بيفل (تم بيعه لاحقًا لشركة سوني)
- ناقل حركة أوتوماتيكي باستخدام السائل الهيدروليكي بواسطة خوسيه براز أراريب وفرناندو ليلي ليموس.